# Symfonie nr. 14 (Mozart)
Symfonie nr. 14 in A Majeur, KV 114, is een symfonie van Wolfgang Amadeus Mozart. Hij schreef de symfonie op zijn vijftiende twee weken na de dood van aartsbisschop Sigismund von Schrattenbach op 30 december 1771.

## Orkestratie
De symfonie is geschreven voor:
- Twee fluiten.
- Twee hobo's.
- Twee hoorns.
- Strijkers.

## Delen
De symfonie bestaat uit vier delen:
- I Allegro moderato, 2/2
- II Andante, 3/4
- III Menuetto en trio, 3/4
- IV Molto allegro, 2/4